# Citroën DS3 WRC
A Citroën DS3 WRC a Citroën Rali-világbajnokságon 2011 és 2016 között használt versenyautója, melyet a Citroën Racing gyárt és versenyeztet. A DS3 a rendkívül sikeres Xsara WRC és C4 WRC utódja. Az elődeivel ellentétben a DS3 már a 2011-től érvényes, S2000-alapú WRC szabályrendszer szerint épült. Első versenye a 2011-es Svéd Rali volt.

## Fejlesztés

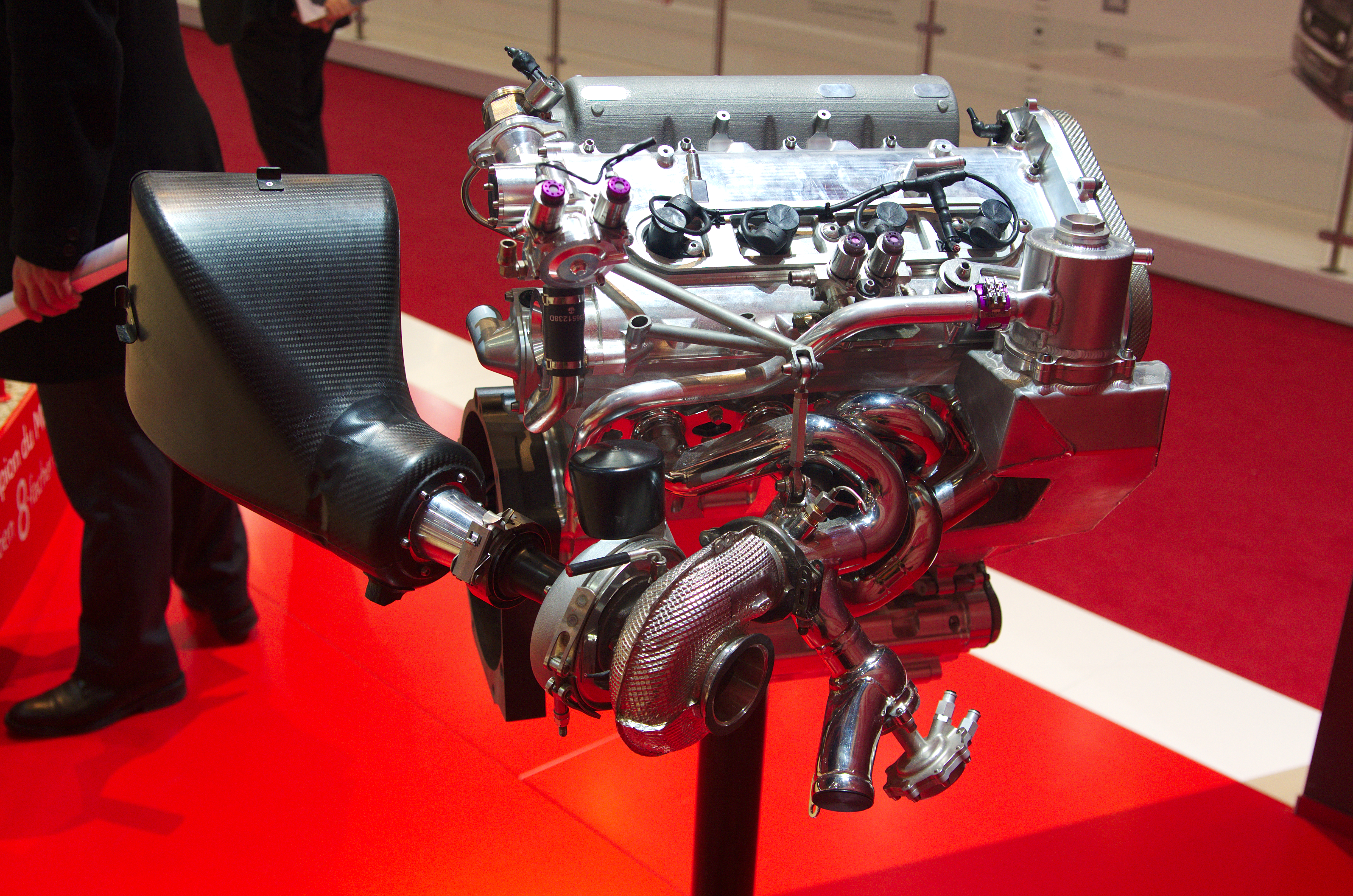
A DS3 WRC motorja

A 2010-es szezon volt az 'eredeti' szabályrendszer szerint épített WRC-k utolsó éve a világbajnokságon. A szabályok átdolgozására azért került sor, mert az akkori autók motorja 2,0 literes, szériagyártásban készülő motoron alapuló erőforrás volt, az autóipar viszont egyre inkább a kisebb lökettérfogatú, nagynyomású közvetlen befecskendezéses turbómotorokat kezdte előnyben részesíteni. Emellett az új szabályok között nem szerepelt az autók hosszára vonatkozó korlátozás (az eredeti szabályok ezt 4 méterben minimalizálták), megnyitva az utat a nagyobb eladási darabszámokat produkáló kisautók alapjaira épülő WRC-k előtt. A Citroën esetében semmilyen más modell nem jöhetett szóba, mint a DS3, hiszen új, sportos autóként a rali-világbajnokságon való részvétel tökéletes reklámot biztosít.
Az új szabályok és a megváltozott méretek miatt a Citroënnek teljesen új alapokról kellett indulnia az autó fejlesztésénél. A DS3 hossza 27 cm-rel, tengelytávja pedig 14,7 cm-rel rövidebb a C4-nél, viszont 2 cm-rel szélesebb. 2011-től a szabályok nem kötik ki, hogy a motornak egy szériagyártásban készülő motorblokkra és hengerfejre kell épülnie, így a Citroën Racing történetében először saját maga tervezte meg a motort, beleértve a hengerfejet és a motorblokkot. A DS3 WRC erőforrása a C-Elysée WTCC-n kívül semmilyen más autóba nem kerül beépítésre.
Az autó fejlesztése 2009 őszén kezdődött, az első tesztautót pedig 2009 decemberében építették meg. Eleinte még a C4 WRC 2.0 literes motorja került beépítésre, melynek turbónyomását lecsökkentették, hogy az új, 1.6 literes motor karakterisztikáját szimulálni tudják (ekkor ugyanis a 2011-es, új motorokra vonatkozó szabályokat még nem hozta nyilvánosságra az FIA), így a futóművek, a hajtás és a karosszéria fejlesztését meg tudták kezdeni. Az új motort 2010 áprilisában tesztelték először a fékpadon, majd július 23-án immár a DS3-ba beépítve megtette első métereit a gyár Satory melletti tesztpályáján. A tesztmunkát Sébastien Loeb, Sébastien Ogier, Philippe Bugalski és Dani Sordo végezték, de a testvérmárka Peugeot versenyzői, Kris Meeke és Stéphane Sarrazin is kivették a részüket a fejlesztőmunkából.

## Versenyben

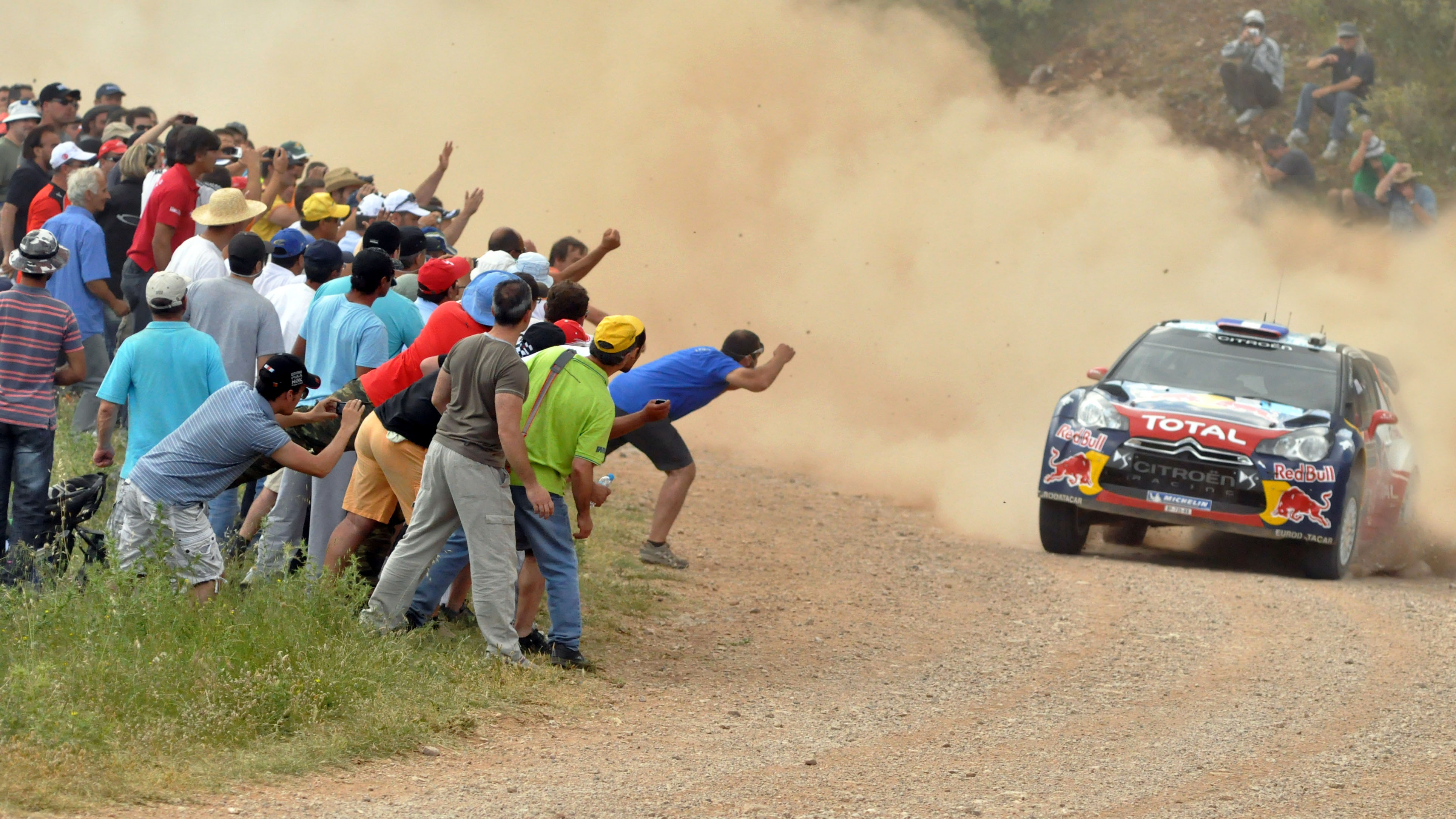
Loeb a 2011-es Akropolisz-ralin

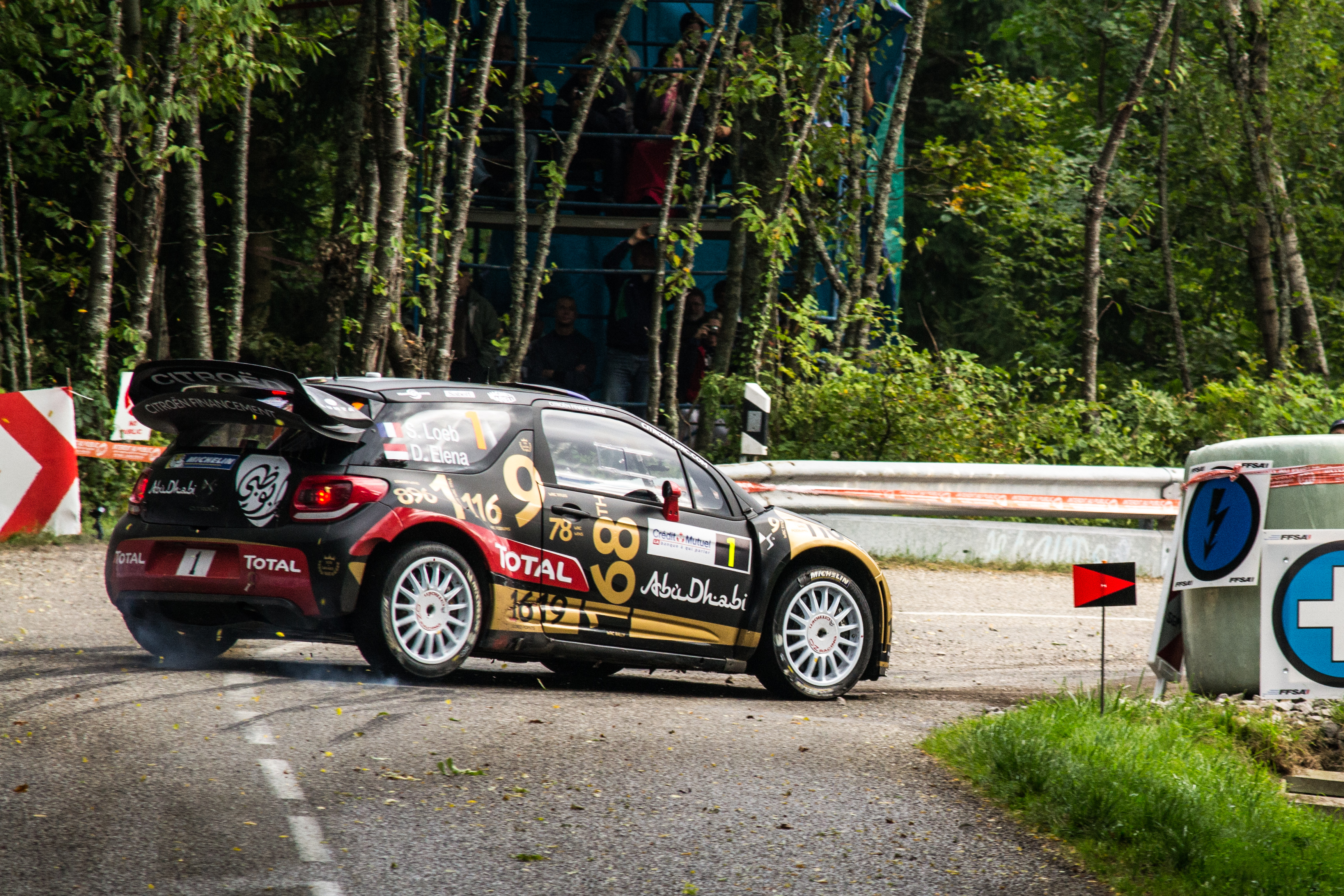
Loeb utolsó világbajnoki versenyén, a 2013-as Francia ralin

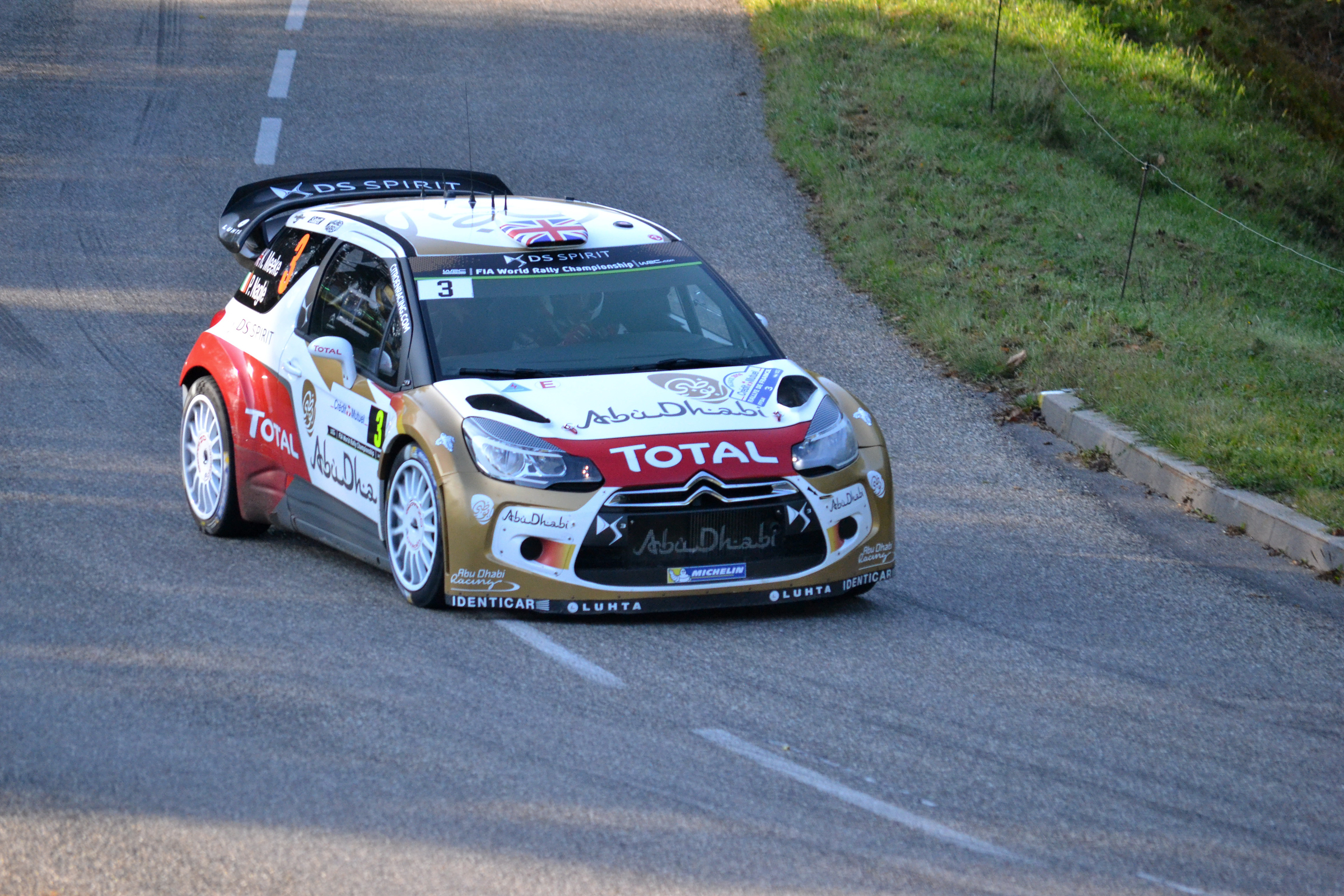
Kris Meeke a 2014-es francia ralin

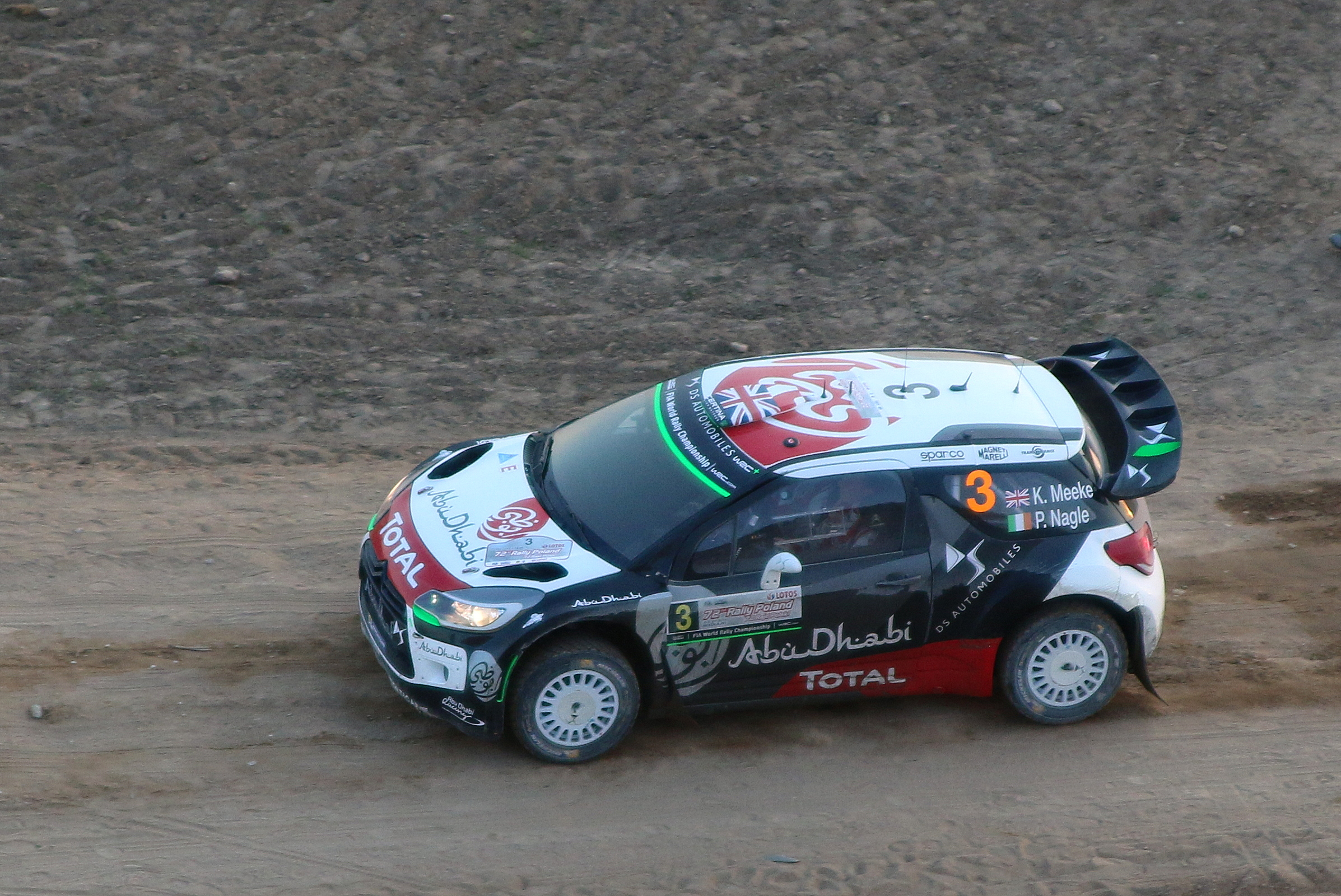
Meeke az új aerodinamikai alkatrészekkel és színtervvel felvértezett DS3 WRC-vel a 2015-ös Lengyel ralin

A DS3 WRC a 2011-es Svéd Ralin mutatkozott be versenyben, bár ekkor még nem sikerült nyerni. A következő versenyen, a Mexikó Ralin, viszont Loeb már a leggyorsabb volt. Az autó megbízhatóságában és gyorsaságában felülmúlta a Ford Fiesta WRC-t és a Mini John Cooper Works WRC-t, bár az év végén egyszer-egyszer Loeb, Ogier és a privát színekben induló Kimi Räikkönen is motorhiba miatt kellett, hogy feladják a versenyt (Loeb a francia, Ogier és Räikkönen a spanyol fordulót), rendkívül szorossá téve a bajnokságot. A szezon végén az egyéni bajnoki címet Loeb, a gyártók bajnokságát pedig a Citroën nyerte. A szezon 13 versenyéből 10-et Citroënes versenyző nyert: Ogier és Loeb is öt-öt győzelemmel zárták az évet. A Citroënes privát csapatok közül Petter Solberg végzett a legelőkelőbb helyen; ő az évad során két dobogós helyet is szerzett, az évet pedig ötödikként zárta.
A 2012-es évad hasonlóan alakult a 2011-eshez: a Citroën ismét 10-et nyert a tizenhárom versenyből, ebben az évben viszont műszaki hiba nem hátráltatta a gyári csapatot, Hirvonent viszont kizárták a Portugál-raliról, mert a DS3 turbószűkítője és kuplungja sem felelt meg teljesen a homologizációs papíroknak. Az egyéni bajnokságot ismét Loeb, a gyártókét a Citroën nyerte. A félgyári és privát versenyzők közül a legjobb helyezést az újonc Thierry Neuville szerezte meg év végi hetedik helyével. 2012-ben az olimpiai bronzérmes sportlövő és 2011-es Dakar-rali győztes Nászer el-Attija is egy DS3-mal versenyzett a Qatar World Rally Team színeiben; a bajnokságban az összetett 12. helyen végzett, legjobb eredménye egy negyedik hely volt.
2013-ban az addigi sikerek elmaradtak, főleg azért, mert Loeb csak négy versenyen indult, a többi Citroënes versenyző pedig rengetegszer hibázott, illetve a csapat is elismerte, hogy lépéshátrányba kerültek a bemutatkozó évében járó Volkswagen Polo R WRC-hez képest. Egy nehéz szezon után a DS3 által szerzett győzelmek így mindössze hárommal gyarapodtak: Loeb a Monte-Carlo és Argentin ralikat, míg Sordo a Német ralit nyerte meg. A Citroën nem tudta megvédeni gyártói bajnoki címét, az egyéni világbajnokságot pedig az ex-Citroënes Ogier nyerte meg, aki a 13-ból kilenc versenyen diadalmaskodott.
2014-ben a csapat két új versenyzővel, Kris Meeke-kel és Mads Østberggel vágott neki az évnek; a DS3 WRC semmi fejlesztést nem kapott, kivéve egy apró újításcsomagot az aszfaltos versenyekre. Ennek ellenére jól indult az év, hiszen az első két versenyen dobogóra állhatott a csapat, de ezután többször sem volt szerencséjük, illetve a DS3 gyorsaságban is elmaradt a Polo WRC-től. Ez volt az első év a világbajnoksághoz csatlakozásuk (2001) óta, hogy a Citroën gyári csapatként nem tudott egy versenyt sem nyerni. A szezon során végül nyolc dobogós helyet szereztek, de a versenyzők ingadozó teljesítménye miatt jelentős hátránnyal zárták az évet másodikként a Volkswagen mögött, és éppen csak megelőzték a privát M-Sportot.
2014 végén azonban bejelentették, hogy a DS3-mat három lépcsőben fogják fejleszteni a 2015-ös szabályok adta kereteken belül: Monte-Carlóban a WTCC-s tapasztalatok alapján fejlesztett motort, futóművet, apróbb aerodinamikai módosításokat, illetve a 2015-től újra használható kormányváltót kapott az autó. A portugál versenyen mutatkozott be az autó elejét érintő aerodinamikai csomag, ami átdolgozott első lökhárítót és sárvédőket takar; a versenyzők elmondása alapján az autó viselkedése nagy sebességnél sokat javult. Az új alkatrészek mellé új színterv is párosul, melyet a versenyzők részben a saját ízlésük szerint alakíthattak ki: a tető és a tükrök Meeke autóján fehér, Østberg autóján szürke, Al-Quassimi autóján pedig vörös színűek lettek. Az év második felében további fejlesztések várhatóak. Yves Matton, a Citroën Racing vezetője szerint ezzel az autó képes lesz a VW-ekkel felvenni a versenyt.

## RRC változat[10]

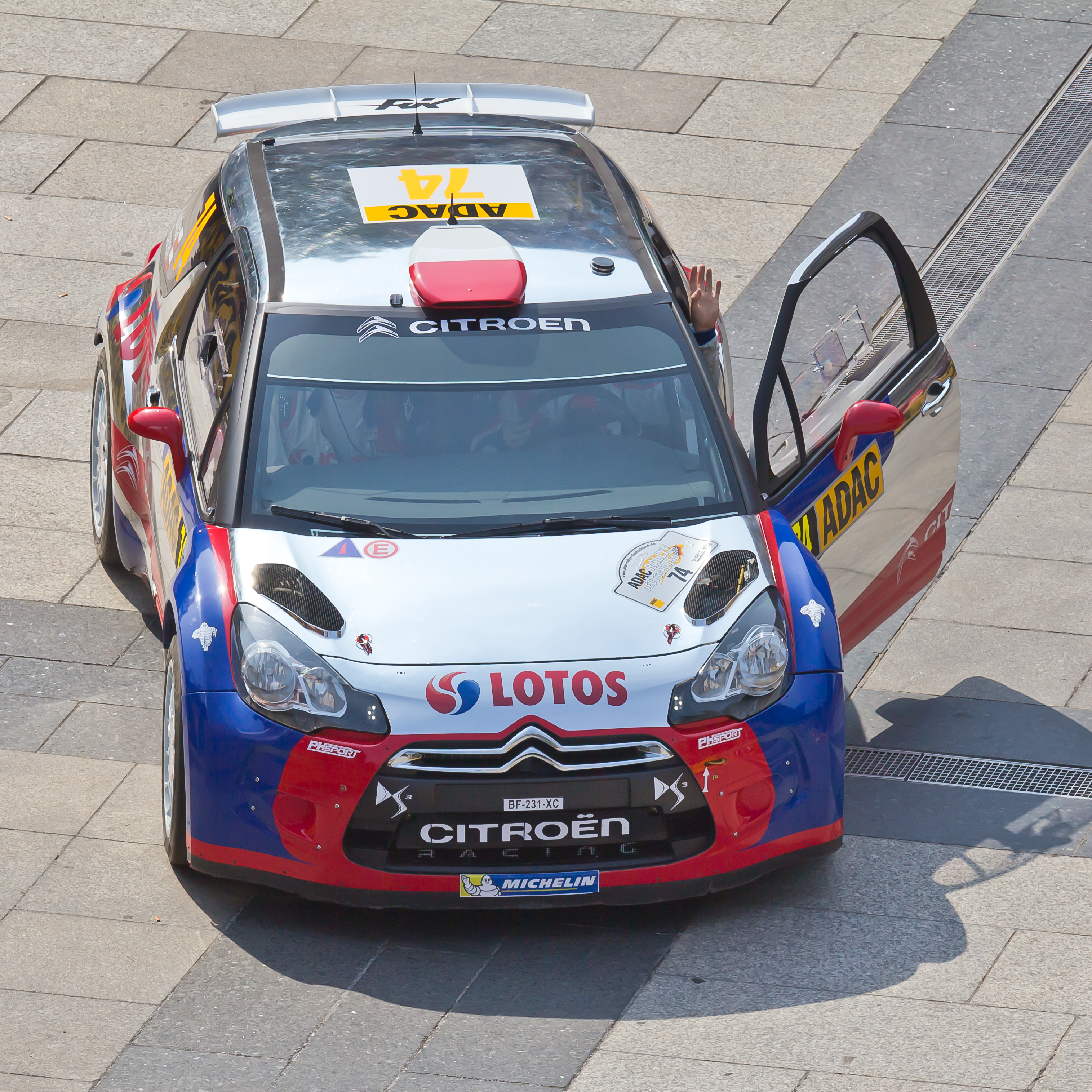
Robert Kubica és Maciek Baran a 2013-as Német rali rajtceremóniáján a DS3 RRC-vel

Az új szabályok értelmében gyakorlatilag minden WRC egy S2000-es autó, csak a S2000 szigorúbb szabályai miatt bizonyos megoldások nem megengedettek, amik a WRC-ken viszont igen. A szabály azt is kimondja, hogy a S2000-es autót egy alkatrészkittel 6 óra alatt WRC-vé lehessen átépíteni. A Citroën hivatalosan csak WRC-ként homologizálta a DS3-at, így nem volt S2000 kategóriájú autójuk, amivel a világbajnokság alatti nemzetközi (ERC, APRC, MERC), illetve a nemzeti bajnokságokban indulni lehetett volna. Ezért 2012 nyarán bejelentették, hogy megépítik a DS3 RRC-t, és rögtön el is kezdték a teszteket. Az autó a 2012-es Rallye du Valais-n mutatkozott be, Pieter Tsjoen-nel a volán mögött. Eddigi legnagyobb sikere Robert Kubica nevéhez fűződik, aki a 2013-as WRC2 kategória bajnoki címét egy DS3 RRC-vel szerezte meg. A Citroën Racing általában a lízingelést javasolja az ügyfeleinek, ugyanis egy új DS3 megépítése és megvásárlása túl sokba kerülne.
A WRC és RRC közötti különbségek:
- Az RRC turbószűkítője 30 mm-es, míg a WRC változaté 33; ez azt jelenti, hogy az RRC körülbelül 275 lóerős, míg a WRC 300.
- Az RRC lendkereke más, mint a WRC-nek.
- A WRC első féktárcsáinak átmérője aszfalton 355 mm, míg az RRC-nek csak 350; laza talajon a féktárcsák megegyeznek.
- A vízhűtéses féknyereg is tiltott az RRC-ben, míg a WRC-ben használható.
- Az RRC első lökhárítója a S2000-es szabályoknak megfelelően lett áttervezve, így csökkent az általa generált leszorítóerő és a hűtőnyílás mérete is.
- Az RRC hátsó szárnya az úgynevezett "Kit Car szárny", ami sokkal kisebb és kevesebb leszorítóerőt is ad, mint a WRC-n található hatalmas, többszintű hátsó szárny.

## Az eddig épített DS3 WRC-k[11]
| Alvázszám | Gyártási év | Rendszám  | Első verseny                        | Utolsó verseny                         | Tulajdonos                | Megjegyzés                                                            |
| --------- | ----------- | --------- | ----------------------------------- | -------------------------------------- | ------------------------- | --------------------------------------------------------------------- |
| 001       | 2010        | -         | -                                   | -                                      | Citroën Racing            | Tesztautó volt, sorsa ismeretlen                                      |
| 002       | 2011        | BF-082-XC | 46. Vodafone Rally de Portugal 2012 | Rallye du Condroz-Huy 2015             | Ph Sport                  | Először tesztautó volt, azután a PH Sporthoz került                   |
| 003       | 2011        | BF-040-XC | -                                   | -                                      | Citroën Racing            | Tesztautó volt, sorsa ismeretlen                                      |
| 004       | 2011        | BF-137-XC | Rally Guanajuato Mexico 2011        | Wales Rally GB 2015                    | Citroën Racing            | A DS3 első győzelmét vele szerezte Loeb                               |
| 005       | 2011        | BF-231-XC | 45. Vodafone Rally de Portugal 2011 | Rallye du Condroz-Huy 2015             | Ph Sport                  |                                                                       |
| 006       | 2011        | BF-911-XB | 59. Rally Sweden 2011               | 64. Rally Sweden 2016                  | Citroën Racing            |                                                                       |
| 007       | 2011        | BF-800-XB | Rally Guanajuato Mexico 2011        | 38. Rally National Ain-Jura 2015       | Citroën Racing            |                                                                       |
| 008       | 2011        | BF-735-XB | 59. Rally Sweden 2011               | 64. Rally Sweden 2016                  | Citroën Racing            |                                                                       |
| 009       | 2011        | BF-660-XB | 59. Rally Sweden 2011               | KNA Rally Finnskog 2015                | Citroën Racing            | Tesztautó                                                             |
| 010       | 2011        | BH-528-BM | 59. Rally Sweden 2011               | 84. Rallye Monte-Carlo 2016            | D-Max Racing              | 2014 januárjában megvette a D-Max Racing                              |
| 011       | 2011        | BH-482-BM | 45. Vodafone Rally de Portugal 2011 | Monza Master Show 2015                 | D-Max Racing              | 2014 januárjában megvette a D-Max Racing                              |
| 012       | 2011        | BK-391-DW | Rally Italia Sardegna 2011          | Rallye Lyon-Charbonnieres - Rhône 2015 | Citroën Racing            |                                                                       |
| 014       | 2011        | BK-317-DW | Rally Argentina 2011                | 84. Rallye Monte-Carlo 2016            | Citroën Racing            |                                                                       |
| 015       | 2011        | BK-359-DW | Rally Argentina 2011                | Wales Rally GB 2013                    | Citroën Racing            |                                                                       |
| 016       | 2011        | BN-346-MV | Acropolis Rally 2011                | Rally Liepāja 2014                     | PH Sport                  |                                                                       |
| 017       | 2011        | BN-404-MV | 80. Rallye Monte-Carlo 2012         | 64. Rally Sweden 2016                  | II. Albert monacói herceg | A Citroën 2014 áprilisában II. Albertnek ajándékozta az eredeti autót |
| 018       | 2012        | CA-975-ZW | Rally Argentina 2012                | Wales Rally GB 2015                    | Citroën Racing            |                                                                       |
| 019       | 2013        | CN-995-XE | Rally Sweden 2013                   | Wales Rally GB 2015                    | Citroën Racing            |                                                                       |
| 020       | 2015        | DY-630-DL | 84. Rallye Monte-Carlo              | 84. Rallye Monte-Carlo                 | Citroën Racing            |                                                                       |

## WRC győzelmek
| No. | Verseny                              | Szezon | Útfelület     | Versenyző       | Navigátor         |
| --- | ------------------------------------ | ------ | ------------- | --------------- | ----------------- |
| 1   | 24. Corona Rally México              | 2011   | Murva         | Sébastien Loeb  | Daniel Elena      |
| 2   | 45. Vodafone Rally de Portugal       | 2011   | Murva         | Sébastien Ogier | Julien Ingrassia  |
| 3   | 29. Jordan Rally                     | 2011   | Murva         | Sébastien Ogier | Julien Ingrassia  |
| 4   | 8. Rally d'Italia Sardegna           | 2011   | Murva         | Sébastien Loeb  | Daniel Elena      |
| 5   | 31. Rally Argentina                  | 2011   | Murva         | Sébastien Loeb  | Daniel Elena      |
| 6   | 57. Acropolis Rally                  | 2011   | Murva         | Sébastien Ogier | Julien Ingrassia  |
| 7   | 61. Rally Finland                    | 2011   | Murva         | Sébastien Loeb  | Daniel Elena      |
| 8   | 29. ADAC Rallye Deutschland          | 2011   | Aszfalt       | Sébastien Ogier | Julien Ingrassia  |
| 9   | 27. Rallye de France – Alsace        | 2011   | Aszfalt       | Sébastien Ogier | Julien Ingrassia  |
| 10  | 47. Rally RACC Catalunya             | 2011   | Aszfalt/murva | Sébastien Loeb  | Daniel Elena      |
| 11  | 80. Rallye Automobile de Monte-Carlo | 2012   | Aszfalt/hó    | Sébastien Loeb  | Daniel Elena      |
| 12  | 25. Rally Guanajuato México          | 2012   | Murva         | Sébastien Loeb  | Daniel Elena      |
| 13  | 32. Rally Argentina                  | 2012   | Murva         | Sébastien Loeb  | Daniel Elena      |
| 14  | 58. Acropolis Rally                  | 2012   | Murva         | Sébastien Loeb  | Daniel Elena      |
| 15  | 42. Rally New Zealand                | 2012   | Murva         | Sébastien Loeb  | Daniel Elena      |
| 16  | 62. Rally Finland                    | 2012   | Murva         | Sébastien Loeb  | Daniel Elena      |
| 17  | 30. ADAC Rallye Deutschland          | 2012   | Aszfalt       | Sébastien Loeb  | Daniel Elena      |
| 18  | 28. Rallye de France – Alsace        | 2012   | Aszfalt       | Sébastien Loeb  | Daniel Elena      |
| 19  | 9. Rally d'Italia — Sardegna         | 2012   | Murva         | Mikko Hirvonen  | Jarmo Lehtinen    |
| 20  | 48. Rally RACC Catalunya             | 2012   | Aszfalt/murva | Sébastien Loeb  | Daniel Elena      |
| 21  | 81. Rallye Automobile de Monte-Carlo | 2013   | Aszfalt/hó    | Sébastien Loeb  | Daniel Elena      |
| 22  | 33. Phillips LED Rally Argentina     | 2013   | Murva         | Sébastien Loeb  | Daniel Elena      |
| 23  | 31. ADAC Rallye Deutschland          | 2013   | Aszfalt       | Dani Sordo      | Carlos del Barrio |
| 24  | 35. XION Rally Argentina             | 2015   | Murva         | Kris Meeke      | Paul Nagle        |
| 25  | 50. Vodafone Rally de Portugal       | 2016   | Murva         | Kris Meeke      | Paul Nagle        |
| 26  | 66. Neste Rally Finland              | 2016   | Murva         | Kris Meeke      | Paul Nagle        |